# Benito Pérez Galdós
Benito Pérez Galdós (Las Palmas de Gran Canaria, 10. svibnja 1843. – Madrid, 4. siječnja 1920.), španjolski književnik. Jedan je od glavnih predstavnika španjolskog realizma. 
Pérez Galdós je završio studij prava u Madridu no do kraja se posvetio pisanju knjiga. Práxedes Mateo Sagasta, premijer Španjolske ga je 1886. imenovao poslanikom za oblast Guayame u Puerto Ricu. Nikada nije posjetio ovu oblast ali je u Guayami imao osobu koja ga je izvještavala o događanjima u oblasti, čiji je predstavnik bio.
U Španjolsku kraljevsku Akademiju izabran je 1897. Bio je poslanik repubikanske stranke 1907. u španjolskom parlamentu.
U njegove najznačajnije radove ubrajaju se Episodios Nacionales (1872. – 1912.), zbirka historijskih romana, Fortunata y Jacinta (1887.), djelo u kojem pisac kritizira španjolsku srednju klasu i Marianela (1878.) sa svojim tragičnim završetkom.